# Tristan Carné
Pour les articles homonymes, voir Carné.
Tristan Carné, né le 2 novembre 1970 en Espagne, est un réalisateur de télévision français. Il travaille pour plusieurs chaînes de télévision (France Télévisions, groupe TF1, Canal +).

## Biographie
Né d'un père photographe et d'une mère graphiste, Tristan Carné passe les premières années de son enfance en Espagne, avant d'arriver en France à l'âge de 8 ans. Très attaché à Belle-Île-en-Mer, qu'il découvre en 1978 avec ses parents, il baptise sa société de réalisation « Baluden Production » en 2000, du nom d'une plage de l'île. Il a un frère jumeau Frédéric, qui est directeur des productions chez TF1.
Autodidacte, Tristan Carné échoue à son baccalauréat, et commence à travailler dans la photographie, puis dans la publicité. Il est ensuite recruté par Canal+ en tant qu'assistant réalisateur des émissions en clair, notamment Nulle part ailleurs et La Grande Famille. En 2000, il réalise sa première émission de télévision en étant aux manettes de La Grosse Émission de Kad et Olivier produite par Dominique Farrugia.
Lors de l'élection présidentielle de 2017, il réalise plusieurs débats dont celui du second tour opposant Emmanuel Macron et Marine Le Pen,.
En 2021, il succède à Jérôme Revon pour capter la cérémonie des César.

## Réalisations

### Émissions
- The Voice : La Plus Belle Voix (TF1)
- Danse avec les stars (TF1)
- NRJ Music Awards (TF1)
- Le Téléthon (France 2)
- Débat du second tour de la Primaire française de la droite et du centre de 2016 (TF1 et France 2)
- Débat du second tour de la Primaire citoyenne de 2017 (TF1 et France 2)
- Premier débat télévisé du premier tour de l'élection présidentielle française de 2017 (TF1)
- Débat télévisé du second tour de l'élection présidentielle française de 2017 (TF1 et France 2)
- Le grand entretien : Emmanuel Macron (TF1)
- The Best : Le Meilleur Artiste (TF1)
- Les Inconnus, c'est leur destin (France 2)
- L'Incroyable anniversaire de Line Renaud (TF1)
- Quotidien (TMC)
- Tout le monde veut prendre sa place  (France 2) Air Productions
- Hier encore (France 2)
- En toutes lettres (France 2) prod Air Productions
- La Grosse Émission (Comédie)
- Maurad contre le reste du monde  (Canal+) prod  Air Productions
- Comme à la télé (Match TV)
- Mots croisés (France 2)
- La douzième édition du « Festival international du cirque de Massy » (France 3)
- La Liste gagnante (France 3) Air Productions
- Le Grand Journal (Canal+)
- L'Édition spéciale (Canal+)
- Les Guignols de l'info (Canal+)
- Le Zapping (Canal+)
- + Clair (Canal+)
- Le Bateau livre (France 5)
- C politique (France 5)
- Semaine critique ! (France 2)
- Seconde saison de X Factor (M6)
- Happy Hour (Canal+).
- Lescure : tôt ou tard.Paris Première. prod Air Productions
- L'Avis de tous (Ciné+) 2001,2002 prod Air Productions
- L'Œuf ou la Poule ? (D8)
- Les people passent le bac (NRJ 12)
- Les 30 ans du Top 50 (W9 / M6)
- Les Grosses Têtes (France 2)
- Johnny Hallyday : la soirée événement (TF1)
- Prodiges (France 2)
- Tout le monde joue (France 2) Air Productions
- Stars 80, le concert (TF1)
- Le Champion de la télé (TF1)
- Le Grand Blind test (TF1)
- Puppets ! Le grand show des marionnettes (TF1)
- SuperKids (M6 / W9)
- Vie politique (TF1)
- Ninja Warrior : Le Parcours des héros (TF1)
- 19 h Live (TF1)
- Action ou Vérité (production et réalisation) (TF1)
- La Nouvelle Édition (C8)
- La Fête de la Musique (France 2)
- Grégory Lemarchal, 10 ans après l'histoire continue (TF1)
- Michel Berger, 25 ans déjà : l'hommage symphonique (TF1)
- Gare au Garou (France 2)
- Goldman, 40 ans de chansons (TF1)
- La Chanson de l'année (TF1)
- France 98 vs FIFA 98 (TF1)
- Bon anniversaire Line (France 2)
- Jean Paul Gaultier fait son show (France 2)
- La Chanson secrète (TF1)
- Le Grand Oral (production et réalisation) (France 2)
- Reconstruire Notre Dame, Le Grand Concert (France 2)
- La Boîte à secrets (France 3)
- Mask Singer (TF1)
- Olympia Awards 2019 (C8)
- 35e cérémonie des Victoires de la musique (France 2)
- Coronavirus - Michel Cymes répond à toutes vos questions (production et réalisation) (France 2)
- Le Morning Night (M6)
- Déconfinement, vivre avec le virus : posez toutes vos questions ! (production et réalisation) (France 2)
- Ensemble à l'Olympia (C8)
- Tous ensemble pour la musique à l'AccoArena (France 2)
- Good Singers (TF1)
- Unis pour le Liban (production et réalisation) (France 2)
- Spectaculaire (production et réalisation) (France 2)
- 2000 -2020 20 ans d’images inoubliables (production et réalisation) (France 2)
- Duos Mystères (TF1)
- Merci Line (France 2)
- Soprano : retour dans les années 80 (TF1)
- J'ai une idée pour la France (France 2)
- Welcome Back (TF1)
- Joyeux anniversaire Renaud (France 2)
- Stéréo Club (TF1)
- Chacun son tour (France 2)
- Télématin (France 2)
- La grande saga du Tour de France (production et réalisation) (France 2)
- Le plus grand karaoké de France (M6)
- La grande battle musicale (M6)
- La grande saga de France Télévisions (production et réalisation) (France 2)
- Quelle époque ! (France 2)
- Star Academy (TF1)
- C À Vous à Cannes (France 5)
- L'anniversaire secret (France 3)
- LOL : qui rit, sort ! (Prime Vidéo)

### Captations
- Le Grand Plongeoir
- Patrick Bruel - Live (Stade Pierre-Mauroy - 5 septembre 2014)
- Les Vieilles Canailles (Palais omnisports de Paris-Bercy - 9 novembre 2014)
- Gad Elmaleh - 20 ans de scène ! (Palais des Sports de Paris - décembre 2014)
- M Pokora - Symphonic Show (Théâtre du Chatelet - 29 janvier 2015)
- Stars 80 (Stade de France - 9 mai 2015)
- La famille Chedid (Palais Garnier - 6 septembre 2015)
- Les Insus (Stade de France - 15 et 16 septembre 2017)
- Soprano - L'Everest Tour (Orange Vélodrome - 7 octobre 2017)
- Stars 80 - Triomphe (Paris La Défense Arena - 2 décembre 2017)
- Julien Doré - & Tour (Accor Arena - 20 décembre 2017)
- La Nuit De Rêve - BigFlo et Oli (Paris La Défense Arena - 26 octobre 2019)
- Soprano - Phoénix Tour (Orange Vélodrome - 11 octobre 2019)
- 46e cérémonie des César sur Canal+ (L'Olympia - 12 mars 2021)